# Lingua osseta
La lingua osseta (nome nativo: Ирон ӕвзаг, Iron ӕvzag; in russo oсетинский язык?, osetinskij jazyk) è una lingua iranica parlata in Ossezia, una regione del Caucaso al confine tra Russia e Georgia.

## Diffusione geografica
L'area in Russia è nota come Ossezia Settentrionale-Alania, mentre l'area indipendente de facto e rivendicata dalla Georgia è nota come Ossezia del Sud. I parlanti ammontano a circa 500 000, il 60% dei quali vive in Alania, e il 15% in Ossezia del Sud.
L'osseto, insieme alla lingua tat ed alla lingua taliscia, è una delle principali lingue iraniche con una considerevole comunità di parlanti nel Caucaso. Sembra sia discendente dalla lingua degli Alani, un gruppo di nomadi Sarmati. Si pensa che sia l'unico sopravvissuto delle lingue degli Sciti.

## Dialetti
Ci sono due importanti dialetti: il dialetto iron, il più diffuso ed il digor. Un terzo dialetto, lo yazigo (jassico), era parlato in Ungheria dagli Iazigi.

## Fonologia
La forma letteraria dell'osseto ha 35 fonemi: 26 consonanti, 7 vocali e 2 dittonghi. Le eiettive e l'uvulare /q/, presenti in osseto, non sono molto comuni nelle altre lingue iraniche, e risultano frutto dello stretto contatto con le lingue turche e le lingue caucasiche.

## Sistema di scrittura
L'osseto si scrive con una variante dell'alfabeto cirillico introdotta nel 1937, facilmente riconoscibile perché è l'unica a utilizzare la lettera ӕ. L'alfabeto è come segue: А/а, Ӕ/ӕ, Б/б, В/в, Г/г, Гъ/гъ, Д/д, Дж/дж, Дз/дз, Е/е, Ё/ё, Ж/ж, З/з, И/и, Й/й, К/к, Къ/къ, Л/л, М/м, Н/н, О/о, П/п, Пъ/пъ, Р/р, С/с, Т/т, Тъ/тъ, У/у, Ф/ф, Х/х, Хъ/хъ, Ц/ц, Цъ/цъ, Ч/ч, Чъ/чъ, Ш/ш, Щ/щ, Ъ/ъ, Ы/ы, Ь/ь, Э/э, Ю/ю, Я/я.
Tra il 1923 e il 1937 fu utilizzato l'alfabeto latino: A/a, Æ/ӕ, B/b, C/c, Č/č, D/d, E/e, F/f, G/g, H/h, I/i, J/j, K/k, L/l, M/m, N/n, O/o, P/p, Q/q, R/r, S/s, Š/š, T/t, U/u, 
V/v, X/x, Y/y, Z/z, Ž/ž. I digrafi per rappresentare un suono furono pure impiegati in questo alfabeto (ch, čh, th, dž e alcuni altri). Il suono /æ/ è molto comune, essendo semplicemente la vocale corta "a", una caratteristica condivisa con il persiano. Questo suono può essere traslitterato come ă.
Per un periodo (dal 1938 alla metà degli anni 1950), l'alfabeto georgiano fu usato nell'Ossezia del Sud.

## Uso
Sebbene l'osseto sia la lingua ufficiale sia nell'Ossezia del Nord che in quella del Sud (insieme al russo), il suo uso ufficiale è limitato alla pubblicazione di nuove leggi nei periodici osseti.
Ci sono due quotidiani in osseto: Rastdzinad (Рӕстдзинад, "Verità") nell'Ossezia del Nord e Xurzarin (Хурзӕрин, "Il sole") nell'Ossezia del Sud. Alcuni quotidiani minori hanno alcuni articoli scritti in osseto. C'è anche un periodico mensile, il Max dug (Мах дуг, "La nostra era"), dedicato per la maggior parte alla pubblicazione di testi in prosa e poesie contemporanee in osseto.
L'osseto viene insegnato come seconda lingua a tutti gli studenti delle scuole secondarie, quelli di madrelingua osseta seguono anche corsi di letteratura osseta.